# Mole Antonelliana
La Mole Antonelliana è un edificio monumentale di Torino, situato nel centro storico, simbolo della città e uno dei simboli d'Italia. Il nome deriva dall'imponente altezza, 167,5 metri, mentre il suo aggettivo deriva dall'architetto che la concepì, Alessandro Antonelli.
Iniziata nel 1863 quando Torino era capitale del neonato Regno d'Italia e completata in piena Belle Époque nel 1889 (lo stesso anno in cui venne poi inaugurata la torre Eiffel, fu l'edificio in muratura più alto del mondo fino al 1908 e venne definita da Friedrich Nietzsche "forse l'opera architettonica più geniale mai realizzata". Nel corso del XX secolo subì importanti ristrutturazioni con cemento armato e travi di acciaio, per cui essa non si può più considerare una struttura esclusivamente in muratura.
Per anni fu l'edificio più alto di Torino, superato oggi dal moderno Grattacielo della Regione Piemonte. Dal 2000 al suo interno ha sede il Museo nazionale del cinema.

## Storia

### 1863-1869: da 47 a 70 metri

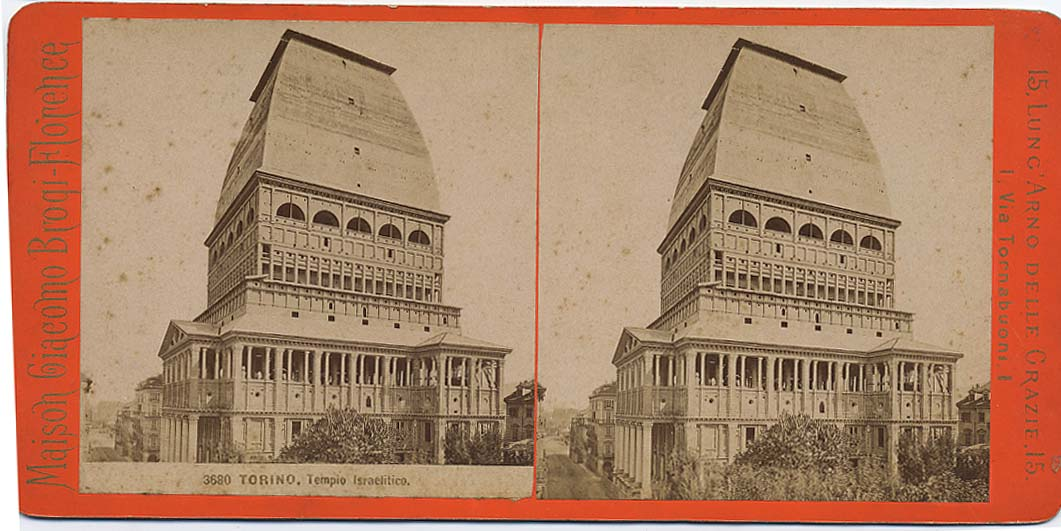
La Mole era stata inizialmente concepita come nuovo tempio israelitico

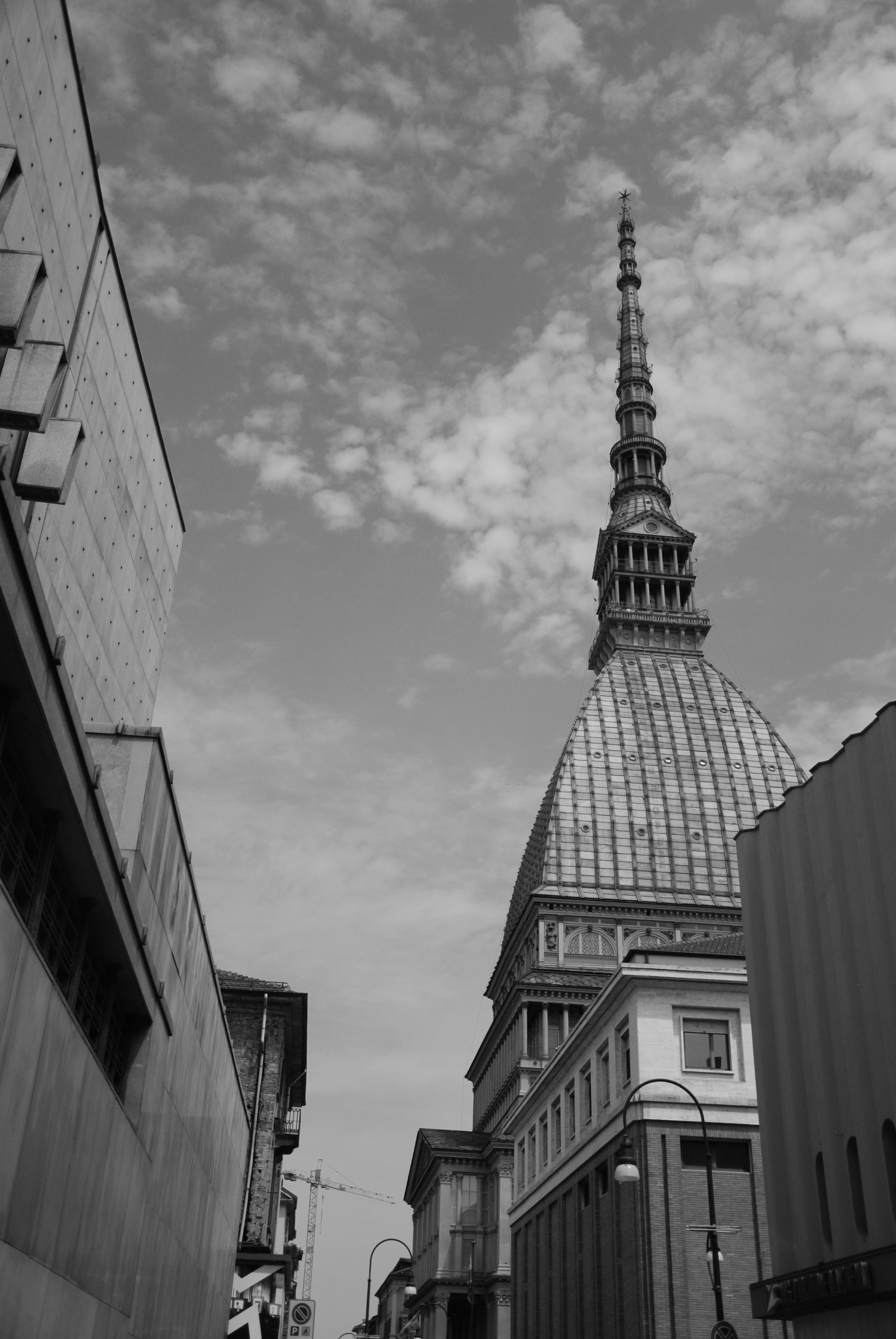
La Mole Antonelliana vista dalla sottostante via Montebello

A seguito della promulgazione dello Statuto Albertino nel 1848, fu concessa la libertà ufficiale di culto alle confessioni diverse da quella cattolica.
La comunità ebraica torinese acquistò il terreno nella zona chiamata, all'epoca, Contrada del Cannon d'Oro (attuale via Montebello), per erigervi un nuovo tempio con annessa scuola.
Il progetto originale del 1862 prevedeva un edificio alto solo 47 m, e fu autorizzato nel marzo 1863.
Nonostante gli ottimi lavori dell'elegante pronao e della bizzarra cupola a base quadrata in soli sei anni, la scelta di Antonelli come architetto si rivelò presto infelice per la comunità ebraica. L'architetto propose una serie di modifiche in corso, che prevedevano l'innalzamento della costruzione a 113 metri, ovvero ben oltre i 47 metri proposti inizialmente per la sola cupola. Tali modifiche, l'allungamento dei tempi di costruzione e i maggiori costi risultarono sgraditi alla comunità ebraica che, nel 1869, per mancanza di fondi, fece quindi terminare i lavori con un tetto piatto provvisorio, a circa 70 metri di altezza.
Sin dalla sua costruzione, l'opera soffrì di problemi strutturali, data la dimensione areale relativamente ridotta della base e il notevole peso che doveva sopportare. Il terreno di Via Montebello su cui sorge aveva ospitato un antico bastione di mura della città, demolito per ordine di Napoleone Bonaparte all'inizio dell'Ottocento, e ciò aveva reso il terreno più instabile. Già lo stesso Antonelli, in pieno avanzamento lavori, dovette concepire un intelligente sistema di catene di contenimento, tiranti in ferro e intreccio di archi in mattoni. Si trattava, in pratica, di un significativo rinforzo strutturale ottenuto con accorgimenti tecnici atti a gravare in modo trascurabile sulla struttura.
Nel 1873 la comunità israelita, fortemente delusa da questi problemi e costi aggiuntivi, barattò l'opera con il Comune di Torino, che cedette ad essa un terreno nel quartiere San Salvario dove ora sorge l'attuale sinagoga e si fece carico dei costi di ultimazione dell'edificio antonelliano (circa 40.000 lire di allora), al fine di dedicarlo al re d'Italia Vittorio Emanuele II. Un'altra versione narra che la costruzione venne ritenuta di tale importanza da essere acquistata dal Comune di Torino già durante la sua costruzione, al fine di destinarla a Museo Civico.

### 1873-1884: da 70 a 90 metri (il Tempietto)

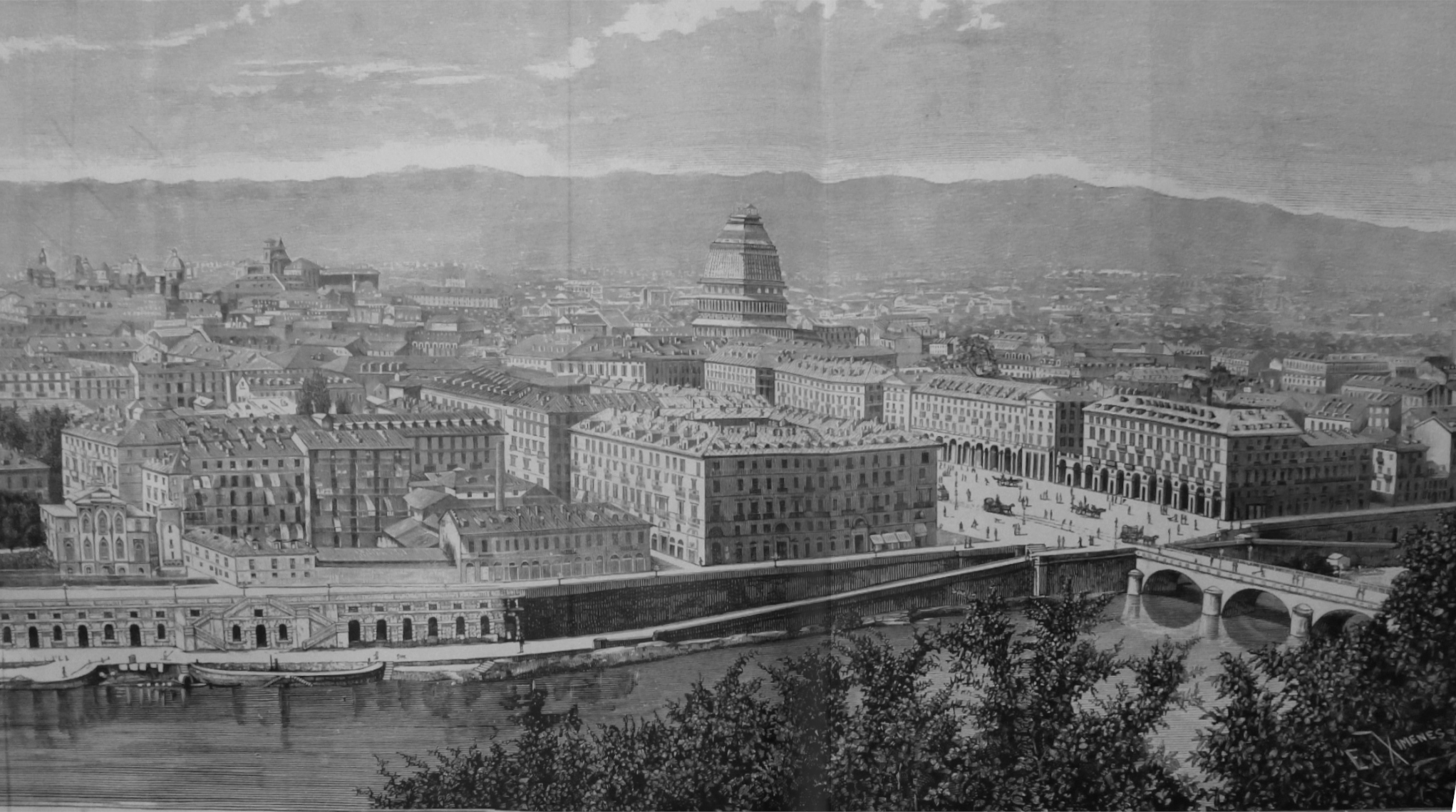
La Mole, in costruzione, in una veduta di Torino del 1884

Antonelli riprese quindi in mano il progetto nel 1873, sempre con una serie di modifiche in corso d'opera, aggiungendo il cosiddetto "Tempietto", ovvero un colonnato esastilo neoclassico, a due piani, a base quadrata, e che riprende, quindi, lo stile del pronao di base.
L'obiettivo dell'amministrazione comunale era quello di far terminare i lavori per l'Esposizione generale del 1884. In realtà i cantieri erano invece ancora in corso, ma una piccola mongolfiera "Luis Godard", partendo dalla vicina Piazza Vittorio, proponeva un viaggio per vedere i lavori da vicino, al modico prezzo di 5 lire. Tuttavia, lo stesso pallone aerostatico, chiamato "Italo", fu fatalmente distrutto, a terra e senza vittime, da un fulmine il 27 aprile 1884, come raccontato dalla stampa dell'epoca, e sostituito poco tempo dopo dal suo successore il "Nouveau Italo".
Il cosiddetto "Tempietto" fu completato soltanto agli inizi del 1885, dando così il via, sul suo tetto, al basamento per l'inizio della guglia, ovvero all'altezza di circa 90 metri. Provvisto di balcone panoramico sulla città a 360 gradi, è a questa altezza che il pubblico, al piano inferiore, ammira il paesaggio torinese.

### 1885-1887: da 90 a 113 metri (la Lanterna)
Come da suo progetto iniziale, Antonelli decise di finire la Mole con una terminazione pressoché appuntita, provvista di colonnati tra il neogotico e il neoclassico, imitando così un'altra sua precedente opera, la punta della Basilica di San Gaudenzio, simbolo di Novara. Dai 90 metri in su ruppe quindi il tema architettonico a base quadrata, progettando un colonnato in granito a base circolare, chiamato la "Lanterna", collocato su un basamento a tronco di cono, e raggiungendo così la prevista altezza di 113 metri verso fine del 1885.
L'architetto ideò anche il disegno geniale di una guglia di circa 50 metri sovrastante la Lanterna, di sezione ottagonale, e intervallata da dieci terrazzini circolari, i primi due ancora dotati di colonnato, poi verso l'alto via via sempre più piccoli, e accessibili da una piccola scaletta a zig-zag.
Gli effettivi lavori della guglia iniziarono nel 1886: il terremoto del 23 febbraio 1887, sebbene di lieve entità, rallentò tuttavia tutti i cantieri, facendo emergere ulteriori problemi strutturali, che fecero apportare continue modifiche durante la fase finale, per consentire al terreno di completare il suo processo di consolidamento sotto carico.

### 1889: completamento guglia e Genio Alato (Angelo): 167,35 metri

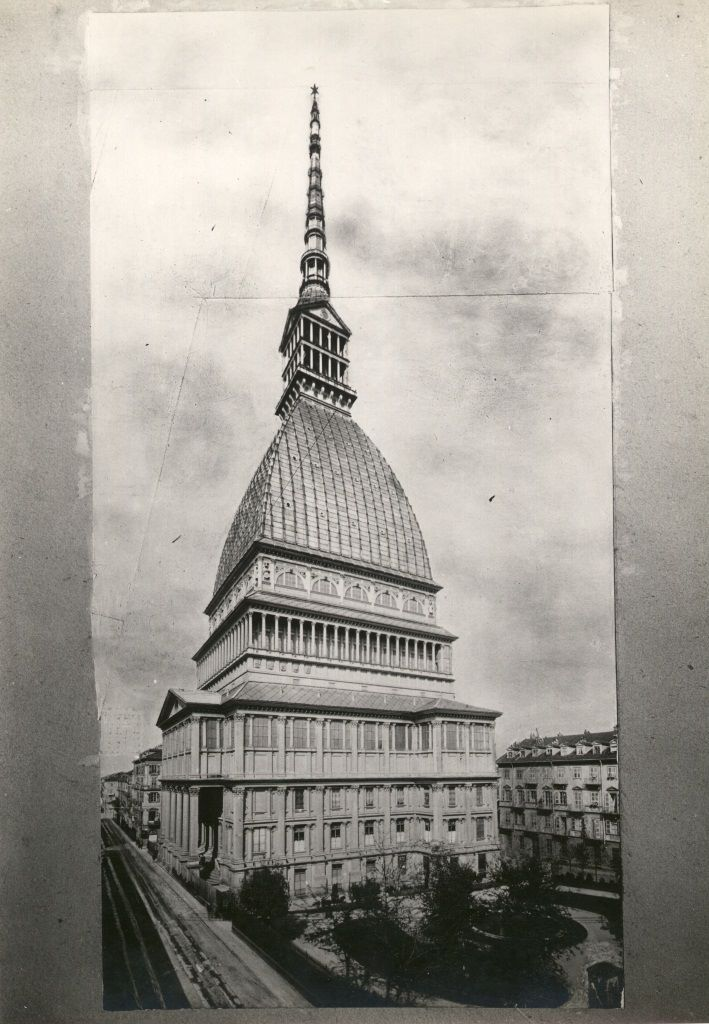
Mole Antonelliana, Via Montebello. Riproduzione Di Montaggio Fotografico Con Vista Generale Da Sud Ovest Con La Via Vista Di Scorcio; 1933 ca.; stampa alla gelatina bromuro d'argento di Mario Gabinio

Antonelli lavorò con dedizione alla Mole fino alla sua morte, che avvenne nell'ottobre 1888; diventò leggendaria quella sorta di rudimentale ascensore azionato da una carrucola che portava il quasi novantenne architetto a diverse decine di metri d'altezza, per verificare personalmente lo stato dei lavori.
Nel febbraio dell'anno seguente, pochi mesi prima della sua morte, l'architetto ipotizzò di terminare la guglia con una stella a 5 punte, uno dei simboli d'Italia, ma poi optò per una statua, raffigurante un "Genio Alato", uno dei simboli di Casa Savoia. Il disegno della statua fu commissionato allo scultore Fumagalli; il Genio, fatto di rame sbalzato e dorato, pesava circa 300 kg, e aveva in una mano una lancia e nell'altra un ramo di palma. Sulla sua testa fu previsto il posizionamento di un globo luminoso elettrico, ma fu invece deciso di mettere una piccola stella a cinque punte sorretta da un'asta. In tal modo, la statua raggiungeva un'altezza totale di 5,46 metri.
Dopo la morte di Antonelli il completamento della guglia fu curato soprattutto dal figlio Costanzo e dall'allievo Crescentino Caselli che, in quello stesso periodo, si stavano occupando anche del consolidamento del campanile della Chiesa di Santo Stefano a Venezia. La guglia fu terminata nei primi mesi del 1889, a circa 161,90 metri di altezza. Con la posa finale del "Genio Alato" il 10 aprile dello stesso anno, l'edificio raggiunse un'altezza complessiva di 167,35 metri, quota, all'epoca, mai raggiunta da qualsiasi costruzione in muratura d'Europa e del mondo e, per tal motivo, fu soprannominata Mole. Lo stesso giorno 10 aprile 1889, vi fu anche una solenne cerimonia di inaugurazione e accesso al pubblico, tuttavia i torinesi scambiarono, erroneamente e sistematicamente, la statua del "Genio Alato" in cima, con quella di un angelo.
La Mole, inaugurata il 10 aprile 1889 e la più alta costruzione in muratura al mondo, entrò in diretta "competizione" con la Torre Eiffel di Parigi, inaugurata appena 10 giorni prima e che sarebbe stata la costruzione in generale più alta al mondo fino al 1930.

### 11 agosto 1904: la caduta del Genio Alato
La statua del Genio Alato, collocata sulla punta, venne abbattuta durante un nubifragio probabilmente da un fulmine, il giorno 11 agosto 1904 (intorno alle ore 18:15), rimanendo però prodigiosamente in bilico sul terrazzino sottostante, malgrado i suoi tre quintali di peso; la statua fu conservata all'interno della Mole e viene, ancor oggi, erroneamente scambiata per un angelo.

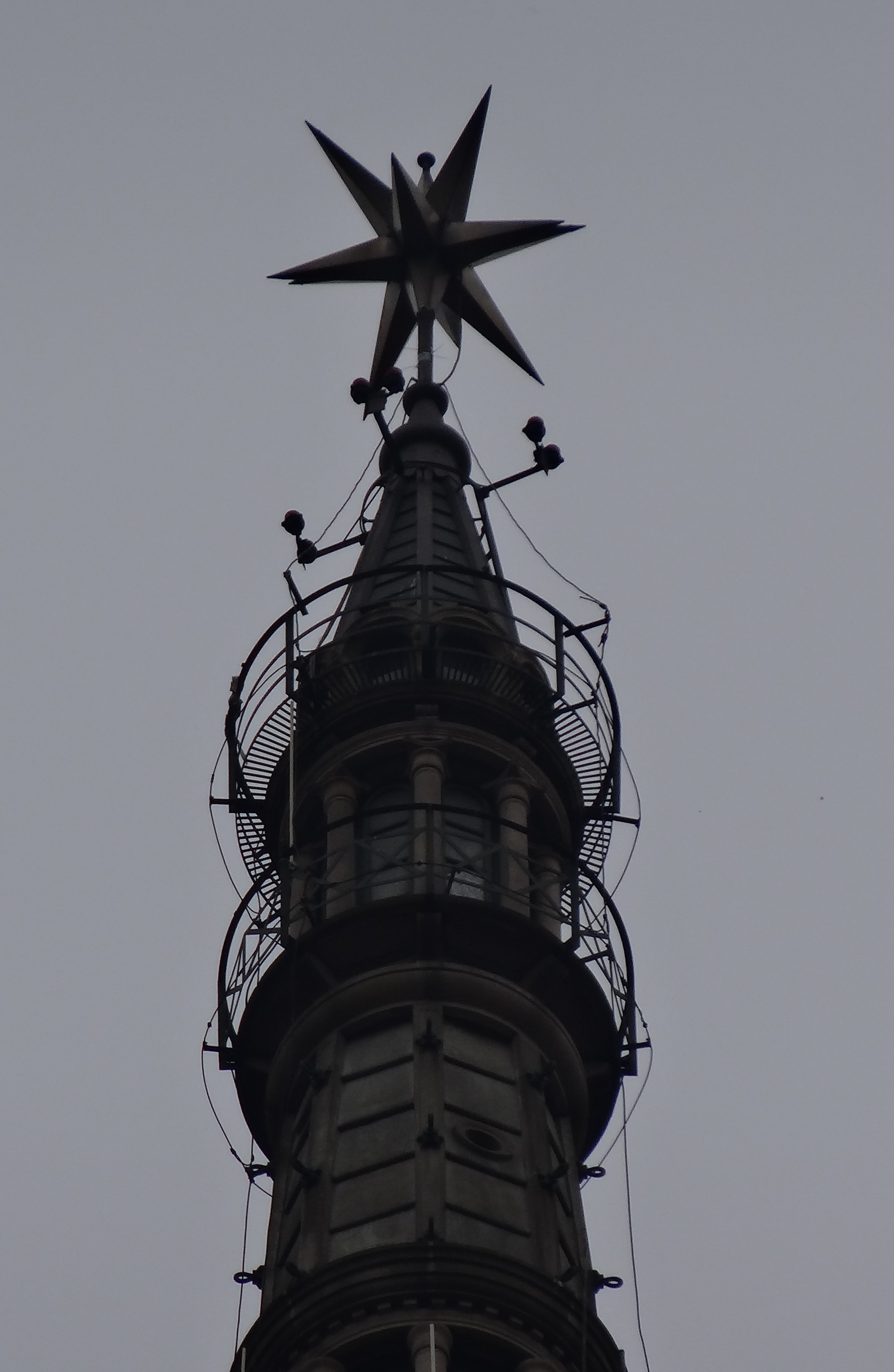
Particolare della guglia con la stella sulla sommità

### 1906: la stella a 5 punte (167,35 metri)
Al posto del genio, agli inizi del 1906 fu posta una stella a cinque punte, di forma simile a quella originale sulla testa del genio, fatta in rame di circa 4 metri di diametro, ad opera dell'ingegner Ernesto Ghiotti, l'allora capo dei lavori pubblici del Comune di Torino. La Mole tornò così a un'altezza di 167,35 metri. L'architetto Annibale Rigotti decorò gli interni dell'edificio tra il 1905 e il 1908. Fu anche una delle prime costruzioni ad essere illuminata di notte, all'epoca attraverso lampade a gas. Il 18 ottobre 1908 la Mole divenne sede del Museo del Risorgimento.
Poi, a partire dal 1931 e nel corso dei successivi anni, fu necessario predisporre possenti rinforzi in calcestruzzo armato a tutto l'edificio, su progetto degli ingegneri Pozzo, Giberti e Albenga, per sorreggere in sicurezza tutta la volta. La nuova struttura coprì, per buona parte, l'originale muro in mattoni e le varie decorazioni.
Una volta trasferito il Museo del Risorgimento a Palazzo Carignano nel 1938, la Mole fu usata solo come sede di mostre estemporanee. Durante la seconda guerra mondiale l'edificio scampò miracolosamente ai danni dei bombardamenti, specialmente quelli del 6 dicembre 1942, che colpirono molti obiettivi militari nella vicina via Verdi, e distrussero l'antistante Teatro di Torino, allora sede dell'Auditorium dell'EIAR.

### 23 maggio 1953: la guglia spezzata
Il 23 maggio 1953, alle ore 19:25, un altro violentissimo nubifragio, verosimilmente una tromba d'aria, fece spezzare e precipitare ben 47 metri della guglia nel piccolo giardino sottostante della sede RAI. La guglia, sfiorando la finestra d'una stanza dell'ultimo piano dell'edificio dove in quel momento si trovava il conduttore Piero Angela, distrusse in parte il balcone dell'ufficio dell'annunciatrice Vera Larsimont, ma non provocò danni alle persone. La Mole con la guglia spezzata è visibile al termine dei titoli di testa del film del 1955 Le amiche di Michelangelo Antonioni. Il titolo di costruzione in muratura più alta d'Europa passò, pertanto, al campanile della Cattedrale di Ulma, in Germania (161,53 metri), mentre al Philadelphia City Hall passò il titolo di edificio in muratura più alto del mondo (162,85 metri). Ciò fu dovuto anche al fatto che la guglia non sarebbe più stata ricostruita in muratura, ma in cemento armato.

### Dal 1953 a oggi (167,5 metri)

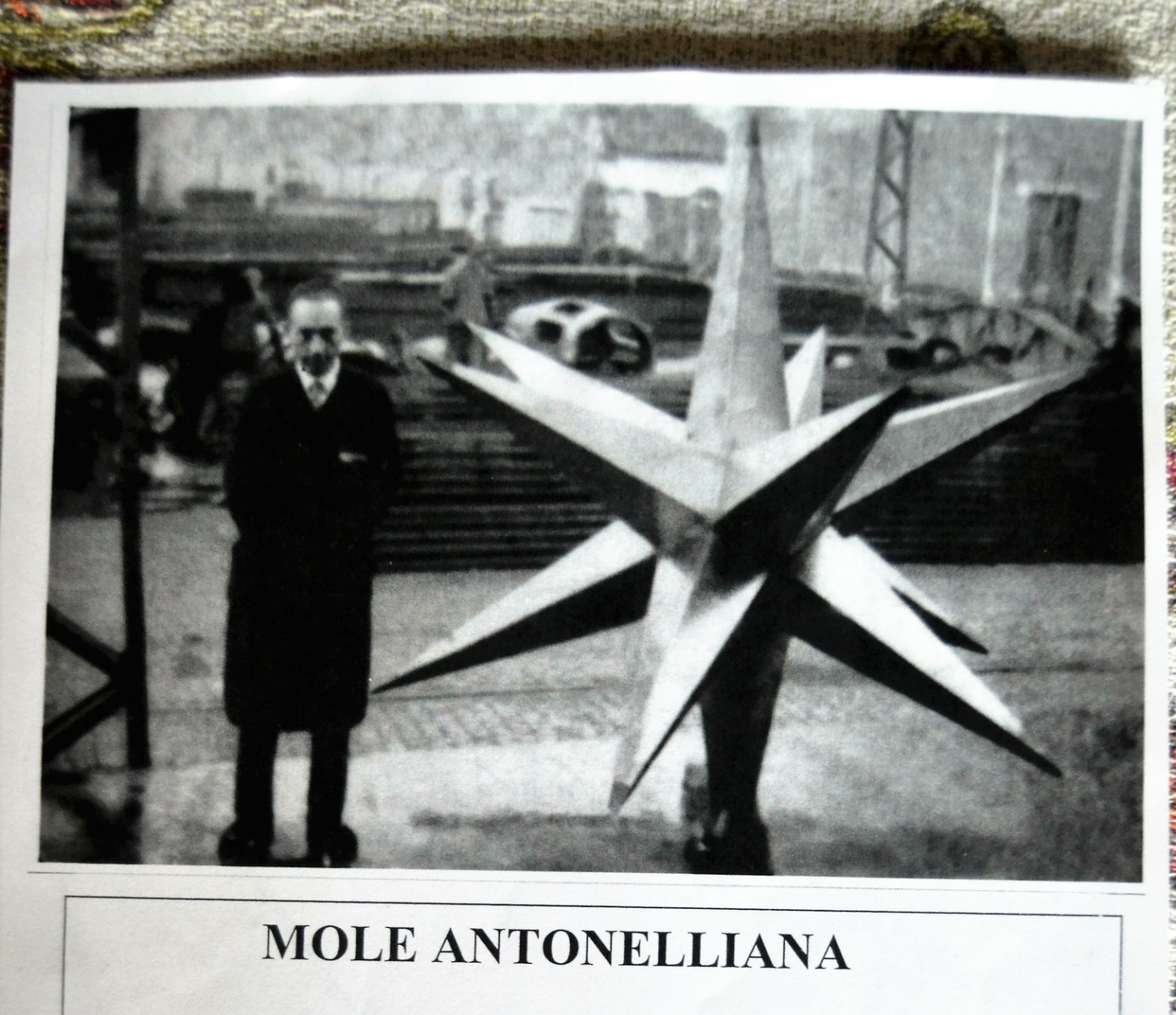
La stella della Mole (a fianco il cav. Giuseppe Perottino)

#### Ripristino della guglia e installazione ascensore
I lavori di ricostruzione della guglia della Mole Antonelliana furono relativamente veloci (1955 - 1960), ma lo scheletro non fu più costruito in sola muratura, bensì in armatura metallica rivestita di pietra, con numerosi rinforzi ai terrazzini circolari, e riportando l'altezza complessiva della guglia a quasi 165 m, senza stella. Fu quindi ricostruita ma più bassa dell'originale, di parecchi metri. La nuova stella, ovvero quella attuale, fu più piccola, con un diametro di 2,4 metri, non più a cinque punte, bensì tridimensionale, a 12 punte, sorretta da un'asta metallica di circa 1 metro. Tutti i lavori (compresa la stella), furono guidati dall'Ing. Giuseppe Perottino, presso la ditta SNOS di Savigliano, tra il maggio e il novembre 1960. La nuova stella fu rinforzata rispetto alla prima, costituita da una lega metallica di acciaio-alluminio (fu aggiunto anche un piccolo impianto elettrico antifulmine pochi anni dopo).
Terminata la guglia alla fine del 1960, per l'inaugurazione si attese il giorno 31 gennaio 1961, in concomitanza alle celebrazioni per il centenario dell'Unità d'Italia. Il nuovo progetto d'illuminazione notturna fu realizzato dall'ing. Guido Chiarelli, compreso il posizionamento, ancora esistente, di due fanalini rossi per lato, in cima, posizionati appena sotto la stella.
Nel 1964 fu anche progettato e costruito il primo ascensore per turisti per giungere fino al Tempietto, dal quale si gode tutta la vista panoramica sui quattro punti cardinali. Per motivi di sicurezza, fu chiuso l'accesso alle strette scalette a zig-zag per salire dentro la guglia e, qualche decennio dopo, furono altresì installate delle barre di protezione al balcone del Tempietto per prevenire incidenti o minacce di suicidio da parte di mitomani.

#### L'allestimento del Museo nazionale del cinema

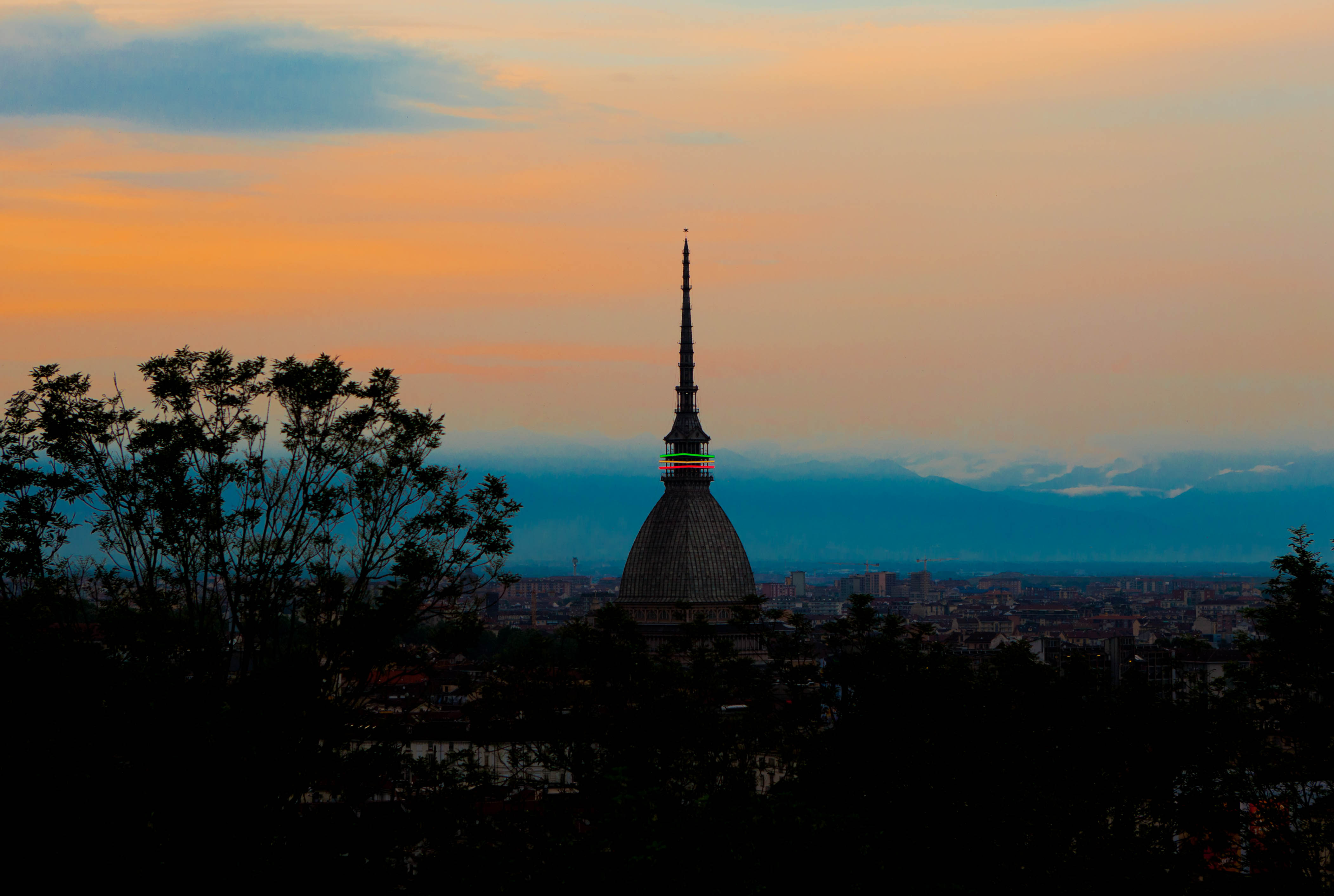
La Mole Antonelliana nel 2011, vista dal Monte dei Cappuccini.

Durante i successivi lavori di consolidamento, fu deciso di stabilizzarne l'interno con enormi archi di cemento, che però snaturavano completamente l'interno dando uno sgradevole senso di claustrofobia.
Se il primo ascensore interno fu costruito nel 1964, nel 1987, anno della fine della ristrutturazione dell'edificio, fu costruito un secondo impianto, questo attivo fino al 1996, quando la Mole venne ripensata come una sede museale permanente. L'attuale ascensore, gestito dal GTT, entrò in funzione nel 2000, dotato di pareti laterali totalmente trasparenti, in cristallo di sicurezza, ed è sollevato mediante 4 funi in acciaio che scorrono su guide che garantiscono l'assenza di oscillazioni durante la risalita. La corsa della cabina si compie in circa 1 minuto, alla velocità di circa 1,5 m/s (5,4 km/h); si arriva al primo livello terrazzato, a 85 metri, il famoso Tempietto.
Dopo 4 anni (1996-2000) di chiusura per ristrutturazione, necessari sia per rinnovare l'ascensore che per eliminare parte degli archi di sostegno in cemento, la Mole diventò la sede permanente del Museo nazionale del cinema, che ad oggi ospita reperti quali macchine ottiche pre-cinematografiche, lanterne magiche e pezzi provenienti dai set cinematografici dei primi film, italiani e stranieri, in un allestimento alquanto suggestivo.

#### Anni recenti
Dal 1998 a oggi, in occasione della ridefinizione dell'illuminazione esterna e della nascita della manifestazione Luci d'Artista, sul fianco sud della Mole si può vedere un'installazione di Mario Merz, Il volo dei numeri, con l'inizio della serie matematica di Fibonacci che s'innalza al cielo. Alla sera s'illumina di rosso durante particolari eventi o periodi di festeggiamenti della città.
Nel 2011, in occasione del centocinquantenario dell'Unità d'Italia, fu posto un tricolore italiano illuminato, costituito da tre quadrati verde-bianco-rosso asimmetrici tutt'intorno, immediatamente sopra il Tempietto, progettato da Italo Lupi, Ico Migliore e Mara Servetto. Il tricolore fu acceso simbolicamente dal presidente della Repubblica Italiana Giorgio Napolitano da Roma, per l'apertura ufficiale delle celebrazioni e fu poi rimosso nel 2013.
Negli anni più recenti, la Mole viene sporadicamente illuminata con dei fasti o con delle luci proiettate a colori differenti, a seconda dell'occasione di qualche evento, iniziativa o ricorrenza. Ad esempio, nel 2016 l'amministrazione comunale, su richiesta di una raccolta firme, decise d'illuminare la Mole di color rosso-granata la sera del 4 maggio di ogni anno, per ricordare le vittime del Grande Torino nella Tragedia di Superga (1949).
Nel 2020, a seguito della pandemia di COVID-19 che colpì l'Italia, venne illuminata del tricolore italiano durante il periodo di lockdown dal 31 marzo al 4 maggio.

## Descrizione

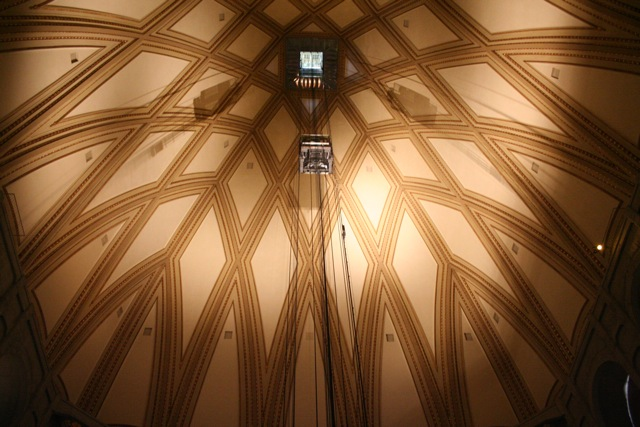
Interno della cupola: l'ascensore panoramico

La forma del monumento è particolare e unica, frutto di un'azzardata e singolare tecnica architettonica eclettica ottocentesca, tipica dello stile di Alessandro Antonelli. La massiccia parte inferiore, quella rimasta esclusivamente in muratura, inizia con una base quadrata, con lato lungo 50 metri, di dimensioni maggiori rispetto ai moduli sovrapposti.
L'ingresso di via Montebello 20 viene evidenziato da un pronao esastilo, che si innalza per circa 30 metri, con colonne in granito di Baveno in stile architettonico neoclassico, mentre l'austerità dei prospetti del basamento è scandita da pilastri alternati a semicolonne, stemperata da ampie superfici vetrate nel registro superiore. La copertura del pronao invece, alta circa dieci metri, è caratterizzata dalle falde curve ripetute su tutti i quattro lati, che formano una sorta di cupola quadrangolare la cui cima si raccorda al modulo centrale, suddiviso in due registri; in quello sottostante vi è il loggiato, che presenta venti colonne per ciascun lato, mentre quello superiore è caratterizzato da vetrate semicircolari. Entrambi i registri riportano vistose cornici marcapiano.
Al di sopra, ad un'altezza che va dai 40 agli 80 metri, si eleva la grande cupola, a base quadrata, caratterizzata dalla volta allungata, con pareti convesse in muratura autoportante. Essa forma una sorta di guscio, costituito da pareti perimetrali inconsuetamente sottili, appena 12 cm di spessore, separate tra loro da un'intercapedine di circa 2 metri.
A circa metà altezza dell'intero edificio, la suddetta cupola è sovrastata da un'altra struttura, alta circa 20 metri, denominata "Tempietto", che ripropone il tema sottostante del colonnato. Questo settore dell'edificio è raggiungibile mediante un ascensore senza guide fisse (ovvero sostituite da spessi cavi d'acciaio che fungono appunto da guide) situato esattamente nel centro del grande atrio sottostante, dando ai visitatori una panoramica interna della cupola a 360 gradi. Sempre di forma quadrata, il tempietto è sorretto da due ordini esastili per lato ed è disposto su due piani, ma l'accesso ai turisti è consentito soltanto a quello inferiore.
Sopra il tempietto, si staglia la lunga guglia, costituita dal suo basamento, detto "lanterna", alta 18 metri e del diametro di 15 metri, questa volta a base circolare, anch'essa provvista di un terrazzino nel registro superiore. Sopra la lanterna, a partire da una quota di 113 metri, svetta la cuspide della guglia a base ottagonale e ispirata all'architettura neogotica. Questa ultima parte, oggi inaccessibile ai turisti, è costituita da dieci terrazzini circolari, via via sempre più piccoli: il primo, a 8 colonne, è quello che fa da tetto alla lanterna, da cui parte un altro colonnato simile, leggermente più piccolo, che termina col secondo terrazzino. Ancor più su, una serie di 5 terrazzini più piccoli, questa volta in metallo, del diametro che varia da 10 a 7 metri, quindi un'ultima serie di 3, in cemento armato, del diametro da 6 a 4,5 metri. Per ultima, la stella a 12 punte in cima del diametro di 2,4 metri, raggiungendo così i 167,5 metri di altezza totale di tutto l'edificio.
La Mole fu spesso giudicata un bizzarro tentativo di mediare tra forme neoclassiche e neogotiche, miste alle innovazioni tecnologiche del tempo. Già lo stesso Antonelli sperimentò l'impiego del ferro, sfruttato in tutte le sue potenzialità strutturali, senza però tralasciare il linguaggio architettonico tradizionale. La guglia venne successivamente rinforzata con l'impiego dell'acciaio, in seguito al rovinoso nubifragio del 1953.

## Influenza culturale

Specimen del verso dei 2 centesimi di euro coniati in Italia

- Simbolo di Torino, anch'essa viene inserita nell'affascinante contesto dei monumenti misteriosi della città magica, per la bizzarra forma tra una pagoda allungata e una piramide, come fulcro di energie esoteriche, o semplicemente per la sua strana storia e le vicissitudini che ne hanno accompagnata la costruzione.
- Friedrich Nietzsche ammirava molto l'edificio, associandolo alla figura di Zarathustra e scrisse: "In precedenza ho camminato davanti alla Mole Antonelliana, forse l'opera architettonica più geniale mai realizzata - stranamente non ha nome - come risultato di una spinta assoluta nelle altezze: nulla ricorda di più il mio Zarathustra. L'ho battezzato Ecce homo e con quello spirito gli ho messo un enorme spazio libero intorno."[16]
- All'interno della Mole Antonelliana è stata girata gran parte del film Dopo mezzanotte di Davide Ferrario, nel quale la Mole è una simbolica co-protagonista.
- Un disegno della Mole Antonelliana compare nella sigla di chiusura del lungometraggio di Hayao Miyazaki Porco Rosso.
- Una cartolina raffigurante la skyline della città di Torino e quindi la Mole Antonelliana compare nelle prime scene del film Turistas (2006), di John Stockwell.
- Con l'ingresso della moneta unica dell'euro, nel 2002 la Zecca di Stato italiana coniò erroneamente il retro di un centinaio di monete da un centesimo con la Mole Antonelliana (che invece andava correttamente su quelle da 2 centesimi), anziché la fortezza di Castel del Monte, in Puglia. Ognuna di queste errate monete è stata valutata dai numismatici più di 2500 euro.[17]
- La stessa Mole fu ripresa nel logo dei XX Giochi olimpici invernali del 2006, che mostra la sagoma della Mole stilizzata con cristalli di ghiaccio bianchi e azzurri, neve e cielo, che formano una rete, simbolo dello spirito olimpico; un altro simbolo, più classico e meno stilizzato, era stato precedentemente disegnato da Giorgetto Giugiaro come logo della candidatura torinese.
- Sempre in occasione delle Olimpiadi invernali del 2006 fu coniato un 2 euro commemorativo, sul cui sfondo del verso compare la Mole, e fu altresì emesso un francobollo da € 0,62 che la raffigura.
- Una foto in notturna della Mole Antonelliana si è classificata al sesto posto della classifica mondiale del concorso fotografico internazionale Wiki Loves Monuments, edizione 2022.[18]

## Galleria di immagini
| - La Mole vista da Piazza Statuto - Facciata laterale della Mole - Progetto dell'ing. Guido Chiarelli per l'illuminazione della Mole Antonelliana, 1961 - La Mole Antonelliana addobbata per i 150 anni dell'unità d'Italia - Mole Antonelliana vista dalla via sottostante - Il volo dei numeri di Mario Merz, installazione permanente delle Luci d'Artista - La Mole Antonelliana illuminata per il cinquantesimo anniversario della missione Apollo XI - Mole Antonelliana illuminata di rosso per Santo Stefano nel 2019 - La Mole Antonelliana vista dal Ponte Isabella - Scatto notturno della Mole per Wiki Loves Monuments, 2022 - La Mole con le Alpi sullo sfondo |